# Бошнягу
Бошнягу (рум. Boșneagu) — село у повіті Келераш в Румунії. Входить до складу комуни Доробанцу.
Село розташоване на відстані 70 км на схід від Бухареста, 31 км на захід від Келераші, 136 км на захід від Констанци.

## Населення
За даними перепису населення 2002 року у селі проживали 524 особи, усі — румуни. Усі жителі села рідною мовою назвали румунську.